# Traversella
 Traversella (piemontiul: Traussela) Olaszország Piemont régiójának, Torino megyének egy községe.

## Földrajza

Traversella község Torino megye térképén

A Chiusella- völgyben fekszik. A vele szomszédos települések: Brosso, Castelnuovo Nigra, Donnas (Valle d’Aosta), Frassinetto, Ingria, Meugliano, Pontboset (Valle d’Aosta), Quincinetto, Ronco Canavese, Tavagnasco, Trausella, Valprato Soana és Vico Canavese.